# Sterklings
Sterklings ist eine Einöde der kreisfreien Stadt Kempten (Allgäu). Es lag früher am Rand des 800 Tagwerk großen Wagegger Weihers vom Fürststift Kempten, der in den Jahren 1693 bis 1697 und 1715 bis 1716 aus einem kleinen natürlichen Weiher aufgestaut und nach der Säkularisation abgelassen wurde.

## Geschichte
Die Einöde wurde in der Vergangenheit „Starchelingen“, „Stärklins“, „Störkhlins“ oder „Sterklings“ genannt. Die früheste bekannte Erwähnung Sterklings erfolgte 1140, als ein Marquard von Günzburg ein Gut zu „Starchelingen“ dem Augsburger Kloster Sankt Afra und Ulrich schenkte.
1738 ist in Sterklings ein Einzelhof belegt. 1819, als aus Sterklings und weiteren Orten die Gemeinde Sankt Mang gebildet wurde, lebten in dem Einzelhof zehn Bewohner. Die Hauptmannschaft Lenzfried war Sterklings übergeordnet. 1900 lebten in Sterklings neun Bewohner. 1954 waren es sechs.